# Paul Géraldy
Paul Géraldy   (18è districte de París, 6 de març de 1885 - Neuilly-sur-Seine, 10 de març de 1983) nom de ploma de Paul Lefèvre-Geraldy va ser un poeta i dramaturg francès.

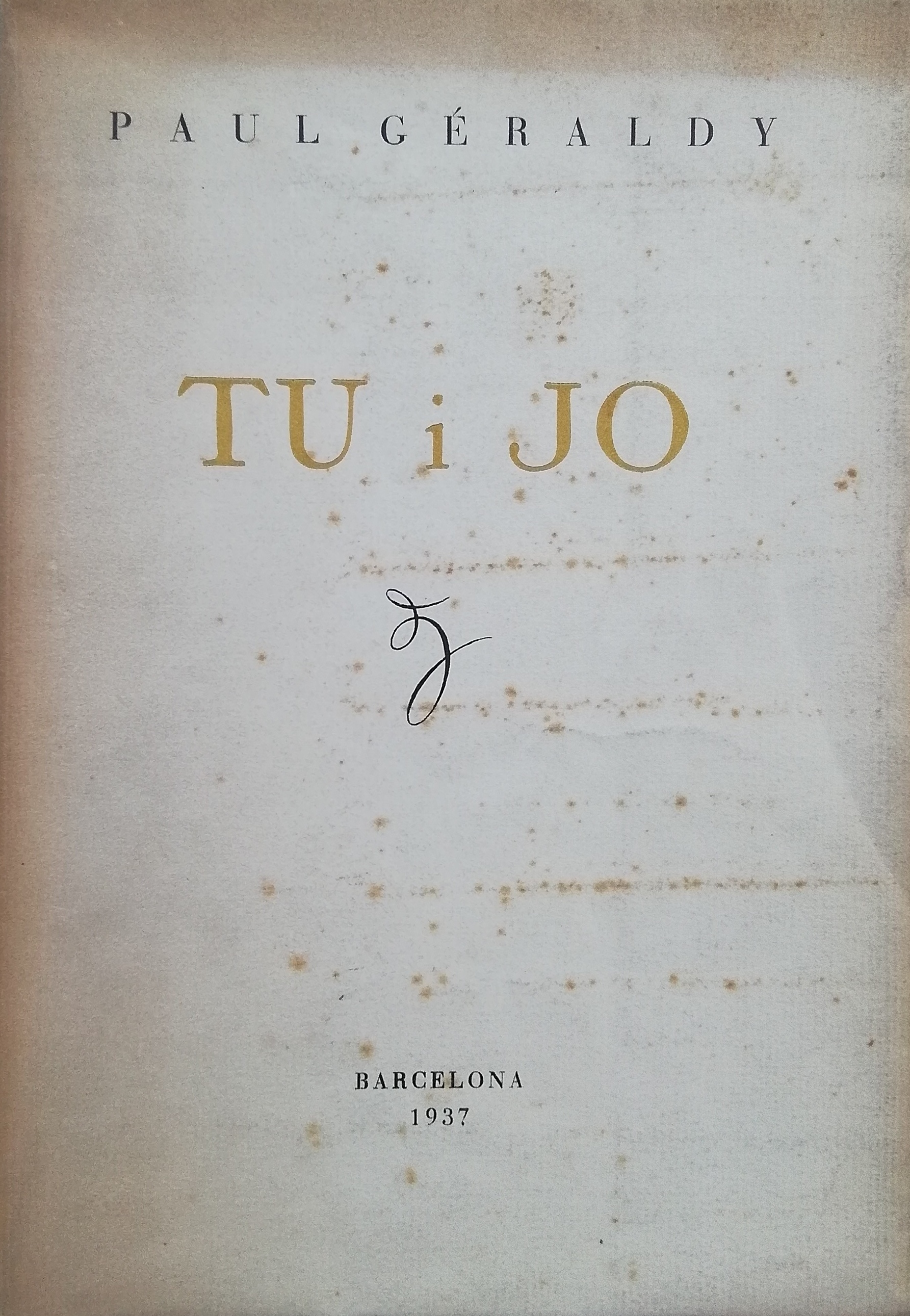
Tu i jo (Toi et moi) cèlebre poemari de Géraldy, traduït al català i publicat a Barcelona l'any 1937

El 1908 va publicar els primers poemes Les Petites Âmes; però va aconseguir l'èxit el 1912 amb el segon poemari Toi et moi (Tu i Jo), traduït al català i publicat a Barcelona el novembre de l'any 1937.